# 楠兼敬
楠 兼敬（くすのき かねよし、1923年7月12日 - 2020年9月16日 ）は、日本の自動車技術者。トヨタ自動車取締役副社長や、日野自動車工業取締役会長、中部インダストリアル・エンジニアリング協会会長等を歴任した。

## 人物・経歴
福岡県福岡市生まれ。1946年東北帝国大学工学部機械工学科卒業、トヨタ自動車工業入社。大野耐一に師事し、1972年トヨタ自動車工業取締役特殊部品製造企画室長に昇格。1975年トヨタ自動車工業取締役生産管理部長。1978年トヨタ自動車工業常務取締役衣浦工場長、生産管理部、安全環境部担当。1982年トヨタ自動車工業専務取締役生産関係部門統括。
1984年からトヨタ自動車取締役副社長として、生技生産部門を統括し、好川純一を生産調査室トップに起用するなどし、工場でのトヨタ生産方式の徹底を推し進めた。1985年米国トヨタ自動車取締役会長。1986年トヨタモーターマニュファクチャリングUSA取締役社長、トヨタモーターマニュファクチャリングカナダ取締役社長。
1987年藍綬褒章受章。1988年トヨタ自動車相談役。1991年日野自動車工業取締役会長。1993年トヨタ自動車顧問、勲三等旭日中綬章受章。1990年中部インダストリアル・エンジニアリング協会会長。1995年日本設備管理学会会長。2000年東北大学機械系同窓会会長。
2020年9月16日死去。97歳没。

## 著書
- 『トヨタシステムの原点 : キーパーソンが語る起源と進化』（共著）文真堂 2001年
- 『挑戦飛躍―トヨタ北米事業立ち上げの「現場」』中部経済新聞社 2004年
- 『努力と成長 : 北米事業立ち上げまで』トヨタ自動車社会貢献推進部博物館室 2006年
- 『楠兼敬オーラル・ヒストリー』法政大学イノベーション・マネジメント研究センター 2015年